# Monument aux askaris

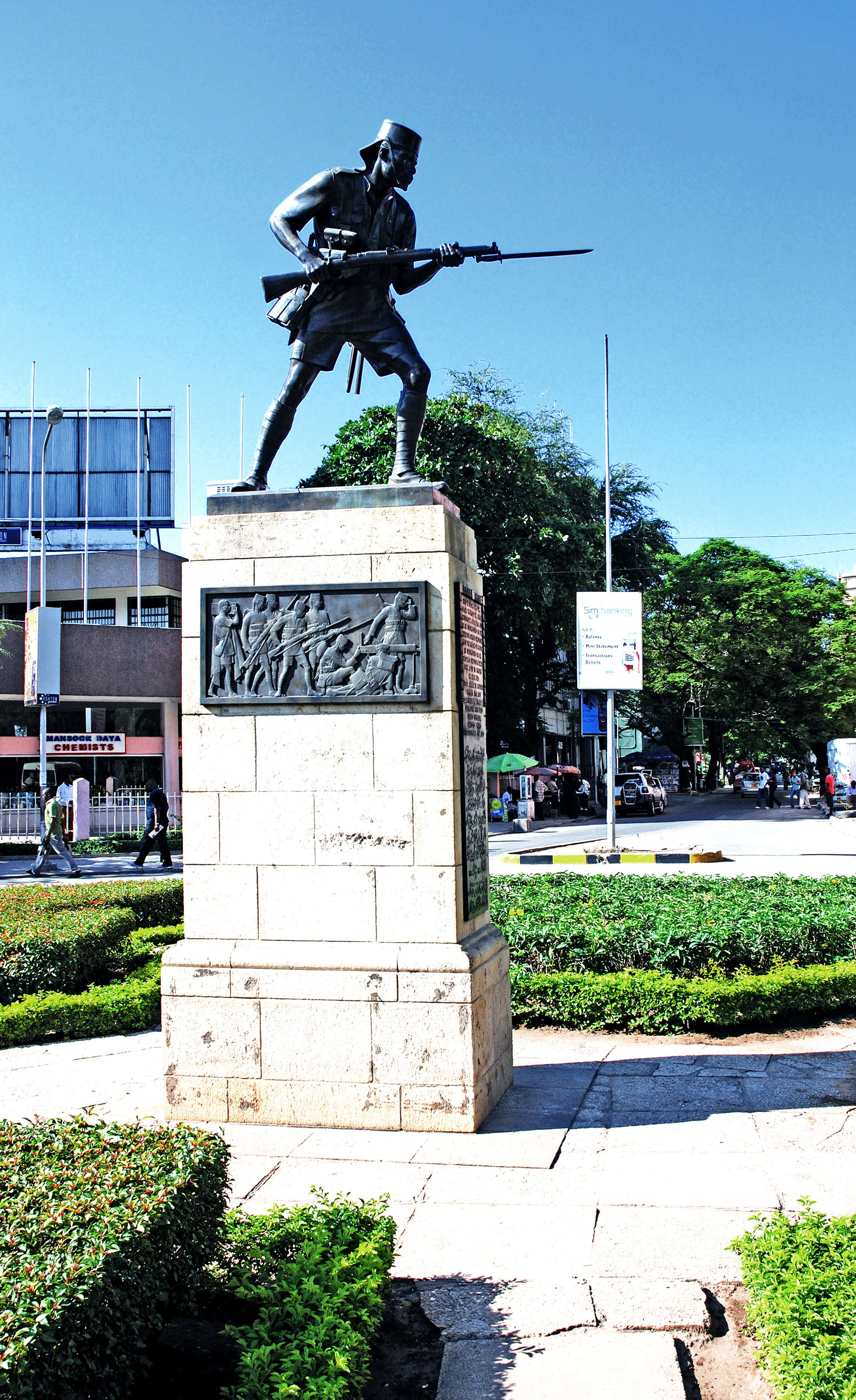
Le Monument aux askaris de Dar es Salam

Le Monument aux askaris, en anglais Askari Monument, en swahili Sanamu ya Askari, est un monument à la mémoire des soldats indigènes, ou askaris, qui ont combattu en Afrique de l'Est dans les rangs de l'armée britannique pendant la Première Guerre mondiale.
Il est situé au centre-ville de Dar es Salam, au centre du roind-point à l'intersection de l'avenue Samora et de la rue Maktaba. Il a été inauguré en 1927.
Le monument se compose d'une statue de bronze appelée L'Askari et d'un piédestal.
L'Askari a été sculpté au Royaume-Uni par le sculpteur James Alexander Stevenson, qui a signé la statue du pseudonyme Myrander. La statue a été exposée brièvement à l'Académie Royale britannique, avant d'être transportée à Dar es Salam. Le soldat représenté est en uniforme, et porte un fusil avec bayonette qu'il pointe en direction du port de la ville.
Le piédestal est orné de plaques comprenant une dédicace en swahili, en caractères arabes et latins, et en anglais : « If you fight for your country even if you die your sons will remember your name » (Si tu te bats pour ton pays, même si tu meurs, tes enfants se souviendront de ton nom), ainsi que des représentations de scènes de combats et du Carrier Corps, unité militaire logistique britannique qui employait une majorité de personnel africain.
Au même emplacement se trouvait auparavant une statue de l'explorateur et officier allemand Hermann von Wissmann, gouverneur de l'Afrique orientale allemande de 1895 à 1896. Cette statue avait été inaugurée en 1911, et représentait Wissmann debout, une main sur l'épée, regardant vers le port, et à ses pieds un soldat africain recouvrant le corps d'un lion avec un drapeau allemand. La statue a été retirée par les Britanniques à leur entrée dans Dar es Salam en 1916.
Ce monument fait partie d'un groupe de trois Monuments aux askaris qui ont été inaugurés la même année. Les deux autres se trouvent à Nairobi et Mombasa.

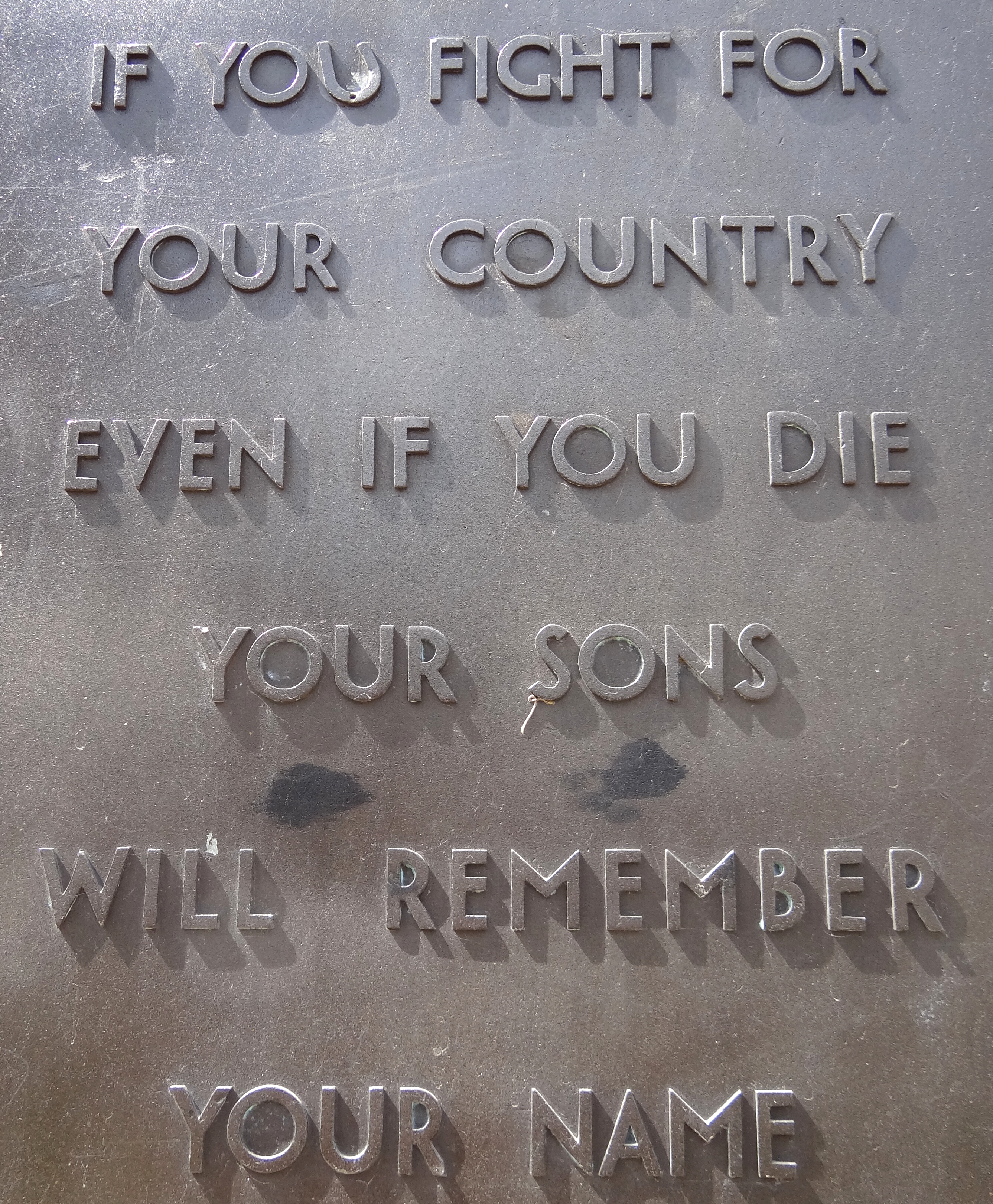
Inscription en anglais
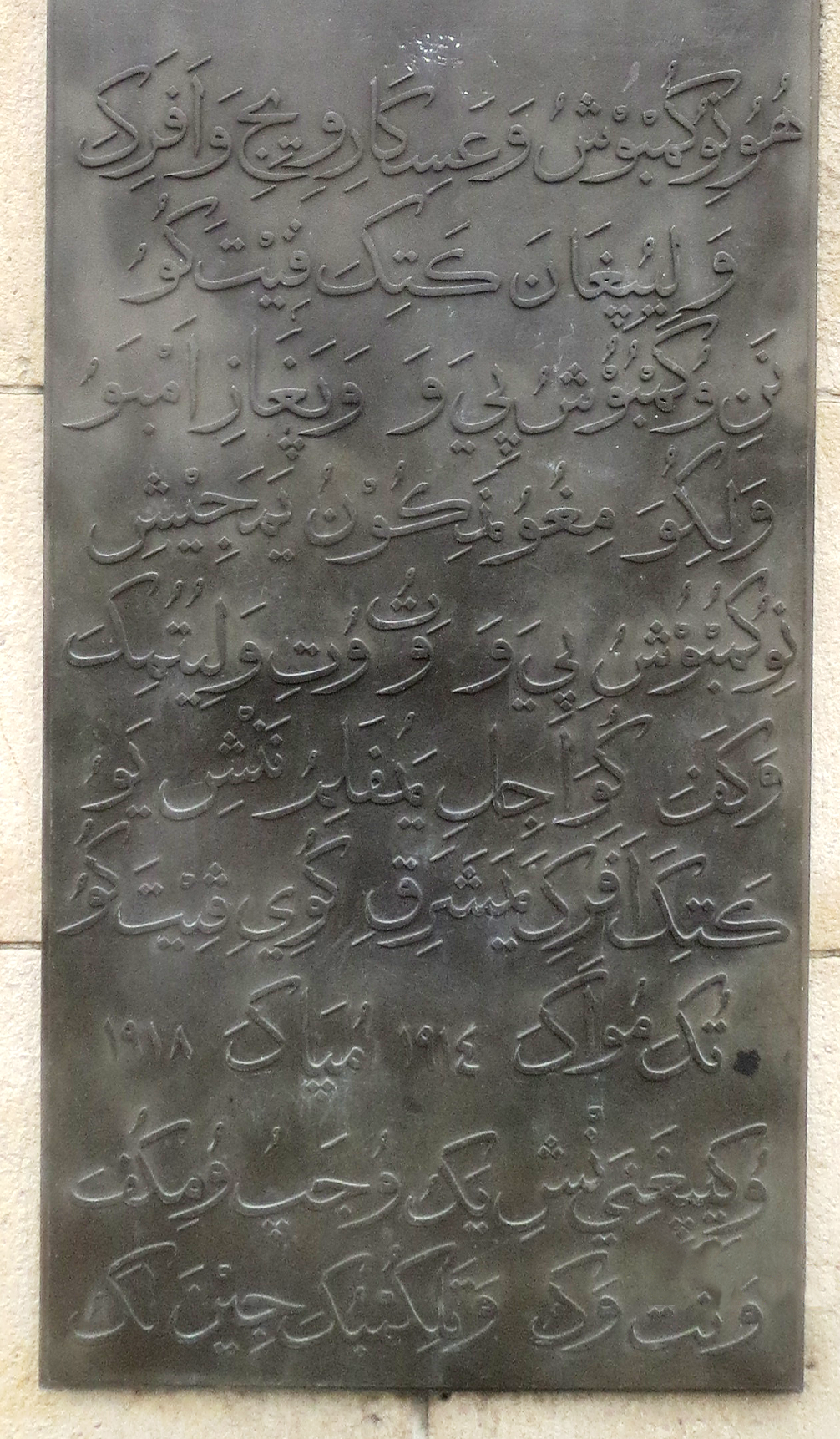
Inscription en swahili avec caractères arabes
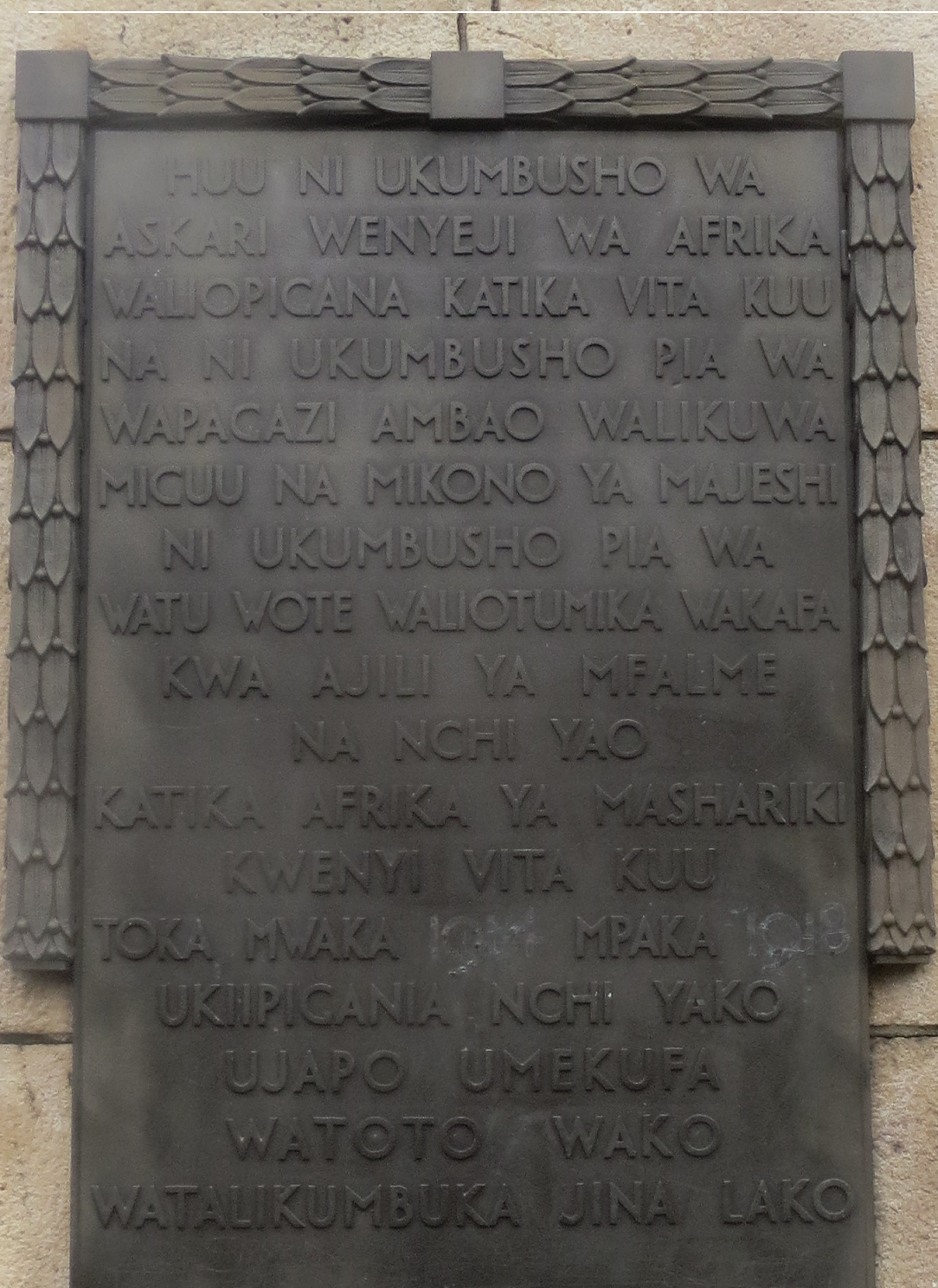
Inscription en swahili avec caractères latins
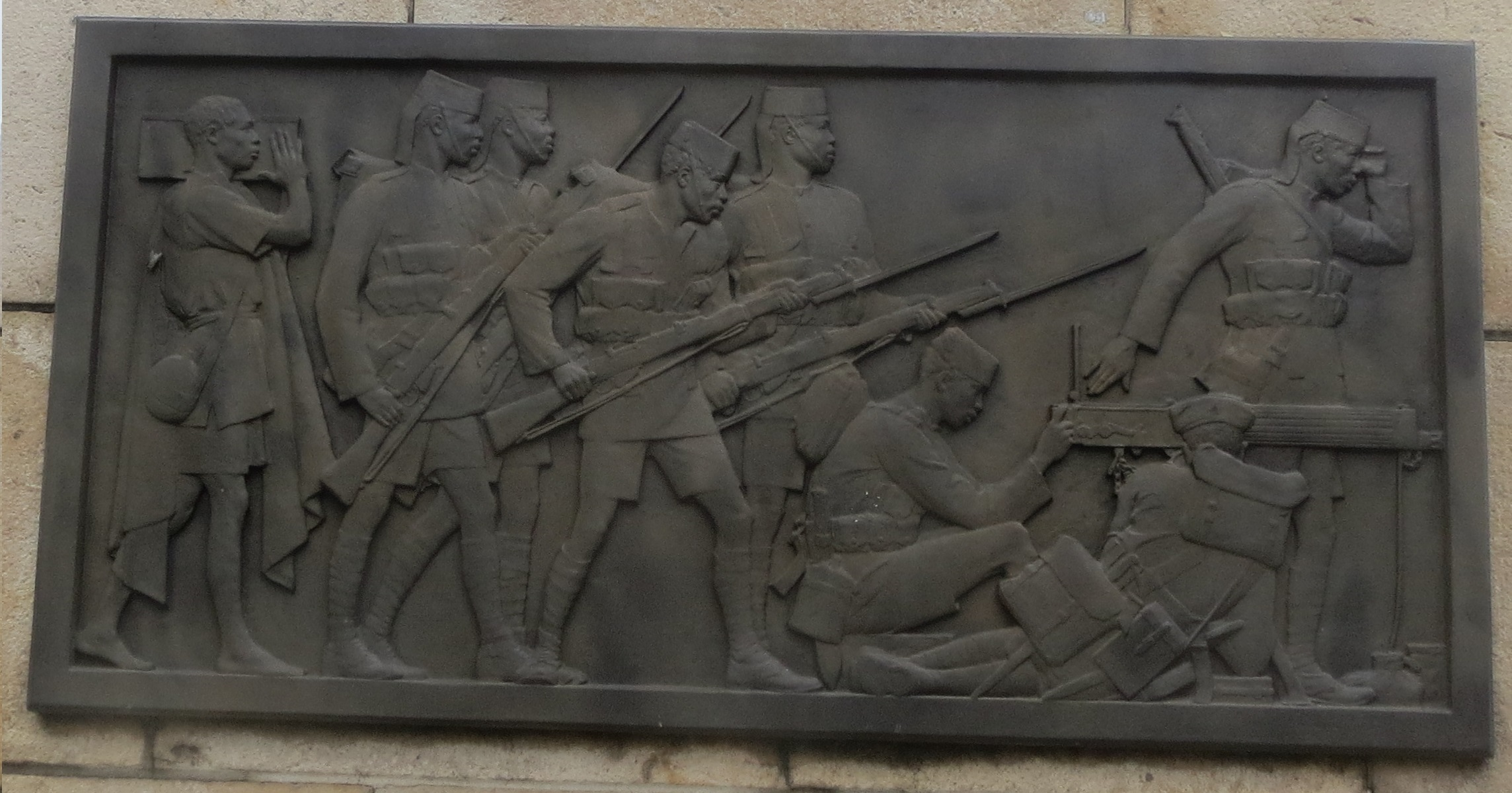
scène de combat
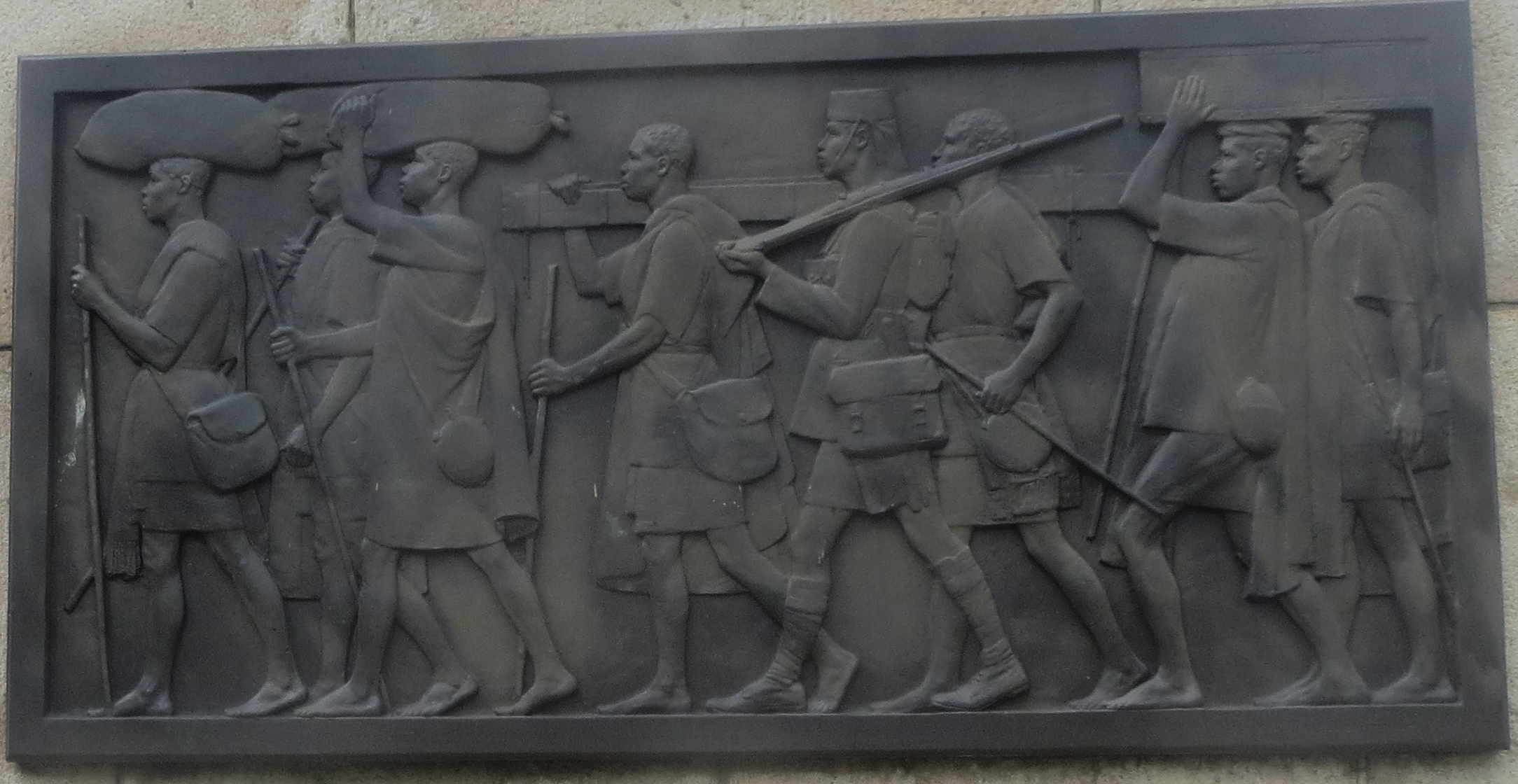
représentation du Carrier Corps